# You're a Big Boy Now
You're a Big Boy Now (Ya eres un gran chico en España, y Ya eres un hombre en México, Colombia y Argentina) es una película cómica estadounidense de 1966 escrita y dirigida por Francis Ford Coppola. Basada en la novela homónima de David Benedictus de 1963, está protagonizada por Elizabeth Hartman, Peter Kastner, Geraldine Page, Rip Torn, Karen Black y Julie Harris.

## Argumento
Bernard Chanticleer, de diecinueve años, llamado "Big Boy" por sus padres, vive en Great Neck, Nueva York, con su dominante y pegajosa madre y su autoritario y desaprobador padre, que es conservador de incunables en la Biblioteca Pública de Nueva York. Bernard trabaja en la biblioteca como asistente de bajo nivel. Su padre, que lo vigila y amonesta constantemente, decide que Bernard es lo suficientemente mayor como para mudarse a su propio apartamento en Manhattan. Su infeliz madre accede a la decisión de su marido y arregla que Bernard viva en una casa de huéspedes dirigida por la entrometida y mojigata señorita Nora Thing. La señorita Thing heredó el edificio con la condición de que el agresivo gallo mascota de su difunto hermano pudiera ocupar el quinto piso, por el que Bernard debe pasar para llegar a su habitación. La señorita Thing asegura a la madre de Bernard que el gallo sólo ataca a las mujeres jóvenes y atractivas. La señora Chanticleer dice que su hijo sigue sin interesarse por las chicas, pero se pone de acuerdo con la señorita Cosa para informar de cualquier actividad "femenina". La madre de Bernard envía constantemente mechones de su pelo a Bernard en su nueva residencia.
En realidad, Bernard está muy interesado en las chicas, pero es un virgen ingenuo e inmaduro. Queda prendado desde lejos de la fríamente bella actriz Barbara Darling. Mientras tanto, Amy Partlett, compañera de clase de Bernard que ahora trabaja en la oficina de su padre, le confiesa a Bernard que está enamorada de él. El mundano compañero de trabajo de Bernard, Raef Del Grado, le anima a salir con Amy porque es un "valor seguro" (una chica que se acostará con él) y le disuade de intentar perseguir a Barbara. Bernard y Amy tienen una cita en una discoteca, pero cuando Bernard ve a Bárbara actuando como bailarina go-go, queda hipnotizado por ella y pierde todo interés en Amy. Amy intenta recuperarlo ofreciéndole pasar la noche con él y Bernard acepta, aunque está pensando en Barbara todo el tiempo. Cuando intentan ir a la habitación de Bernard, el gallo ataca a Amy, provocando una conmoción durante la cual la señorita Cosa se cae por las escaleras y se rompe el brazo. La madre de Bernard culpa a Amy, llamándola vagabunda y prohibiendo a Bernard volver a verla.
Bernard y sus padres asisten a una obra de teatro en la que actúa Barbara. Más tarde, Bernard le escribe una carta de admiración. Ella le responde con una invitación a visitarla en su camerino después de una futura actuación. Sin saber que Bárbara es una narcisista que odia a los hombres después de haber sido agredida sexualmente cuando era niña, Bernard se apresura a ir al teatro. A continuación, pasa una velada en el apartamento de ella. Bárbara, sabiendo que tiene el control sobre Bernard, intenta seducirlo, pero él es incapaz de rendir sexualmente. Bernard se molesta, aunque Bárbara se muestra comprensiva.
La Srta.Thing le dice al padre de Bernard que éste estuvo fuera toda la noche y que Amy llamó buscándolo cada 15 minutos mientras él no estaba. La Señorita Thing y el padre de Bernard quedan accidentalmente atrapados en una cámara acorazada con llave de tiempo llena de rarezas eróticas, lo que la horroriza y hace que salga corriendo en desorden cuando la cámara se abre, dando la impresión de que el padre de Bernard se le insinuó. Mientras esto sucede, Amy le dice a Bernard que su padre, de hecho, se le ha insinuado.
Bárbara invita a Bernard a mudarse con ella, lo que le conviene, ya que cuando va a empacar sus cosas se entera de que la señorita Cosa lo acaba de desalojar. Barbara le echa cuando llega a su apartamento, sólo para llamarle de nuevo, y, sin ningún otro sitio al que ir, Bernard vuelve con ella. Sigue sin poder actuar con ella, y a estas alturas está tan confundido que incluso le pide que se case con él, una oferta que ninguno de los dos parece tomarse muy en serio. Cuando Bernard regresa al apartamento de Barbara después de pasear a su perro y descubre a Raef allí, en bata (el padre de Bernard ha enviado a Raef a buscar a Bernard), recoge sus cosas y se marcha.
Bernard vuelve a la biblioteca, donde Amy y sus padres han estado discutiendo la situación y debatiendo cómo buscar a Bernard. Les dice a sus padres que se va enseguida para alejarse de ellos. Barbara y Raef llegan con el perro de Bernard y revelan que se han comprometido. La señorita Cosa y su nuevo novio, el policía Francis Graf, que vive en su casa de huéspedes, también llegan para confrontar al padre de Bernard sobre lo ocurrido en la bóveda. Tras algunos gritos, Bernard coge el objeto más preciado de la biblioteca de su padre, una Biblia de Gutenberg, y huye con ella. A continuación, se produce una persecución a través de un desfile callejero y de unos grandes almacenes, que termina cuando Barbara noquea a Bernard con la pierna de un maniquí. Barbara aparece en el periódico por detener a un ladrón de libros raros y salvar la Biblia de Gutenberg para la ciudad de Nueva York. Eufórica por su nueva fama, deja a Raef. Bernard es encarcelado por su intento de "robo", pero Amy paga la fianza. Se da cuenta de que ella es la chica para él y se van juntos.

## Reparto
- Elizabeth Hartman como Barbara Darling
- Peter Kastner como Bernard Chanticleer
- Geraldine Page como Margery Chanticleer
- Rip Torn como I.H. Chanticleer
- Tony Bill como Raef del Grado
- Julie Harris como Nora Thing
- Karen Black como Amy Partlett
- Dolph Sweet como Patrolman Francis Graf
- Michael Dunn como Richard Mudd
- Michael O'Sullivan como Kurt Doughty
- Ron Colby
- Rufus Harley
- Frank Simpson
- Nina Varella
- Len De Carl

## Producción
La idea de la película surgió de Tony Bill, que era un fan de la novela de David Benedictus y esperaba interpretar a Bernard, pero en su lugar fue elegido para el papel del engañoso compañero de trabajo Raef Del Grado. Coppola realizó la película por 8.000 dólares y con un presupuesto de 800.000 dólares como su proyecto de tesis para la UCLA. La película acabó sobrepasando el presupuesto y costando cerca de un millón de dólares, que no recuperó hasta su venta a la televisión.
Coppola escribió el guion mientras se encontraba en Europa para Seven Arts Productions trabajando en ¿Arde París? El guion cambió algunos aspectos de la novela: el escenario se trasladó de Londres a la ciudad de Nueva York, el trabajo de Bernard se cambió de dependiente de una zapatería a asistente de biblioteca y se añadió un final optimista. Más tarde, cuando se dijo que You're a Big Boy Now era una copia de la comedia de Richard Lester de 1965 The Knack and How to Get It, Coppola señaló que había sido escrita antes de que se estrenara esa película, aunque dijo que su película estaba "definitivamente influenciada" por A Hard Day's Night de Lester.
La película se rodó en los estudios Chelsea de Nueva York, y en varias localizaciones de Manhattan, como Times Square, Central Park y la Biblioteca Pública de Nueva York La Biblioteca se negó inicialmente a permitir el rodaje en sus instalaciones por temor a que se interrumpieran sus operaciones diarias y porque se oponía a la sugerencia del guion de que la biblioteca mantenía una cámara acorazada llena de material erótico que su conservador disfrutaba visitando. Sin embargo, con la ayuda del entonces alcalde John Lindsay, Coppola consiguió un permiso para rodar en la biblioteca.
La persecución por los grandes almacenes se realizó a las 11 de la mañana, durante el horario normal de funcionamiento de la tienda, sin que nadie ajeno al reparto y al equipo de la película tuviera conocimiento previo del rodaje. Coppola y su equipo ocultaron tres cámaras en carros y bolsas de la compra y filmaron el caos resultante con luz natural. Phillips (en su biografía de Coppola) han afirmado que esta escena se rodó en los grandes almacenes Macy's, la señalización que aparece en la película, tanto en el exterior del edificio de la tienda como en los estantes interiores de ropa, lleva el nombre de "Mays", una cadena de grandes almacenes diferente que entonces operaba en la ciudad de Nueva York, y el crítico de cine Lou Lumenick ha identificado la tienda como la antigua ubicación de Mays en Herald Square.
En la escena en la que Bernard patina por las calles de Manhattan tras recibir la carta de Bárbara, se ve brevemente la fachada de la emblemática Pennsylvania Station original (entonces en proceso de demolición), con el Madison Square Garden en construcción detrás.
Las escenas cinematográficas proyectadas en las paredes de la discoteca donde Bernard y Amy tienen una cita son del primer trabajo de Coppola, Dementia 13 (1963).
You're a Big Boy Now se estrenó un año antes de El graduado, de Mike Nichols, que trata temas similares sobre un joven que se involucra con una mujer depredadora y que intenta escapar de las convenciones sociales de la generación de sus padres. Según Mark Harris, cuando Nichols vio la película de Coppola, le preocupó que se hubiera "adelantado" a El graduado.
Rip Torn y Geraldine Page, que interpretan a los padres de Bernard, I.H. y Margery Chanticleer, eran marido y mujer en la vida real en el momento en que se rodó la película.